# Die Spaltung
Die Spaltung ist der Titel eines Romans von Ernst-Jürgen Dreyer. Erstmals 1979 veröffentlicht und 1980 mit dem Hermann-Hesse-Preis ausgezeichnet, geht seine Entstehungsgeschichte zurück bis in das Jahr 1959.

## Inhalt
Der Roman schildert das Zerbrechen des Studenten Lutz Landmann, der, in der DDR lebend, zu seiner Geliebten in Frankfurt am Main zu kommen versucht, aber an der deutschen Teilung scheitert. Als das Paar sich daraufhin in Ost-Berlin trifft, gerät er in das Visier der Behörden; schließlich werden ihm durch den Staat die Grundlagen seiner Existenz genommen.
Dreyer arbeitet zur Illustration der psychischen Prozesse des Protagonisten in naturalistischer Weise mit zahlreichen experimentellen Kunstgriffen. Ein besonderes Merkmal ist die präzise Nachzeichnung der Dialekte der handelnden Figuren.
Zugleich gibt der Roman ein hochpräzises Bild der Mentalität in der seinerzeitigen DDR.

## Struktur
Angelegt ist der Roman in vier Büchern, den Büchern 2 bis 4 vorangestellt ist eine Seite mit der entsprechenden römischen Ziffer, die beim ersten Teil allerdings fehlt. Das erste Buch ist zugleich als einziges feiner untergliedert in drei Kapitel (mit einem zusätzlichen "Extrablatt"), sein erstes Kapitel ist -wiederum abweichend von den anderen Kapiteln des ersten Buchs- ebenfalls nicht überschrieben. Die jeweils erste und letzte Seite des Textes bilden zwei kurze, einseitige Prosastücke, das einleitende trägt den Titel "Der Bote", das Schlussstück ist unbetitelt.
- Der Bote (S. 5)
- Unbetitelt (Erstes Buch)
  - Unbetitelt (S. 6–74)
  - Erstes Buch, Zweites Kapitel (S. 77–119)
  - Erstes Buch, Extrablatt (S. 119–124)
  - Erstes Buch, Drittes Kapitel (S. 127–164)
- II (S. 167–236)
- III (S. 239–400)
- IV (S. 403–482)
- Unbetitelt (S. 483)

Auf den Seiten 30, 35, 43, 75 und 97 des ersten Buchs finden sich auf Einzelseiten zunehmend voranschreitende Quintenspiralen abgebildet, weitere sind jeweils den weiteren Büchern vorangestellt.
Auf Grund dieser und zahlreicher anderer musikalischer Bezüge im Roman sowie Dreyers Beruf als Musikwissenschaftler wurde von Rezensenten immer wieder auf die strukturelle Ähnlichkeit der „Spaltung“ mit musikalischen Werken hingewiesen, so schrieb Hans Krieger „... die Großform lässt sich musikalisch verstehen als viersätzige Symphonie mit Allegro-Kopfsatz, Menuett plus Trio, breitströmendem Adagio und raschem Finale.“ und Gisela Ullrich „Sein kompositorisches Verfahren ist mehr an musikalischen Gesetzen als an literarischen orientiert. Einem viersätzigen Musikwerk mit Allegro, Menuett, langsamem Satz und Finale ähnlich ist der Roman gebaut.“

## Entstehungsgeschichte
Auf einer Tagung der Gruppe 47 im Schloss Elmau vom 23. bis 25. Oktober 1959, kurze Zeit nach seiner Übersiedlung aus der DDR in die Bundesrepublik Deutschland, las Dreyer aus dem Prosa-Text „Der Bart“. Da Dreyer jedoch sehr schlecht las, wurde die Lesung bald abgebrochen, der Text als „Pennäler-Prosa“ verrissen. Trotz dieses Misserfolges erhielt er von Klaus Piper (Inhaber des gleichnamigen Verlags) den Auftrag, einen Roman über die deutsche Teilung zu schreiben.
Rund 15 Jahre arbeitete er an diesem Werk und vollendete es 1974. Piper hatte die Veröffentlichungszusage für den Roman zwischenzeitlich auf Grund der langen Zeit zurückgezogen, und Dreyer gelang es nicht, für das anspruchsvolle und aufwändig zu druckende Werk einen neuen Verleger zu finden, „Ich habe diesen Roman jahrelang nicht losgekriegt.“ So entschloss er sich 1979, die inzwischen mehrfach überarbeitete "Spaltung" auf eigene Faust in Zusammenarbeit mit einem Kleinverleger als Typoskript in einer Auflage von 500 Stück zu veröffentlichen. Der Roman blieb jedoch weitgehend unbeachtet, bis Dreyer 1980 für "Die Spaltung" den Hermann-Hesse-Preis zuerkannt bekam, der Roman neu aufgelegt wurde und teils hervorragende Kritiken erhielt. Die Verkaufszahlen hielten sich jedoch sehr in Grenzen und das Buch wurde alsbald verramscht. Bis zur nächsten Auflage vergingen über 20 Jahre, erst 2001 nahm sich ein neuer Verlag des Romans an und veröffentlichte ihn wieder, dem Wunsch des Autors entsprechend neu gesetzt und mit einem ausführlichen Materialband versehen.

## Ausgaben
- Ernst-Jürgen Dreyer: Die Spaltung, 1979
- Bettina Clausen (Hrsg.): Die Spaltung., Stroemfeld, 2001, ISBN 978-3878777717

## Quelle
- "Die Spaltung", Roman + Materialband (Kommentare, Indices, Bilder) mit Audio-CD, hgg. von Bettina Clausen, Frankfurt am Main 2001, ISBN 387877771X